# Ахмед, Абдуллахи Юсуф
Абдуллахи Юсуф Ахмед (сомал. Cabdullaahi Yuusuf Axmed; 15 декабря 1934, Галькайо, Галмудуг, Итальянское Сомали — 23 марта 2012, Абу-Даби, Объединённые Арабские Эмираты) — сомалийский военный и политический деятель. Президент самопровозглашённого государства Пунтленд в 1998—2001, 2002—2004 годах. Президент Сомали с 2004 по 2008 год, возглавлял переходную администрацию страны.
В прошлом военачальник, представитель одного из влиятельных кланов Сомали. Учился военному делу в Италии, служил в сомалийской армии. В 1978 году стал одним из руководителей неудавшегося путча против сомалийского диктатора Мохамеда Сиада Барре. Юсуф затем эмигрировал в Эфиопию, где возглавил партизанскую борьбу против режима Барре.
23 июля 1998 года избран президентом Пунтленда, занимал этот пост до 1 июля 2001 года. Затем произвёл военный переворот против новых органов власти и в 2002 году Ахмед вернул себе этот пост.
В октябре 2004 года был избран президентом Сомали. В конце 2006 года при поддержке эфиопской армии ему удалось взять под контроль Могадишо, столицу страны. Ушёл в отставку с поста президента Сомали в декабре 2008 года.

## Биография

### Ранняя жизнь
Абдуллахи Юсуф Ахмед родился 15 декабря 1934 года в Галькайо. В то время город был частью итальянского Сомалиленда. Его семья происходила из подклана Омар Махмуд более крупного клана Маджиртин Харти Дарод.
Изучал право в Сомалийском национальном университете. Позже он уехал за границу, чтобы продолжить военные исследования. Ахмед получил степень в области военной топографии в Военной академии имени М. В. Фрунзе. Он также прошёл дополнительную военную подготовку в Италии.

### Карьера
В 1960-е годы был офицером армии Сомали, получил образование в Италии и СССР. Представляет клан Дарод. В 1969 году Абдуллахи отказался участвовать в военном перевороте Мохамеда Сиада Барре и был заключен в тюрьму. Вышел на свободу в 1975 году.
В 1978 году вместе с группой племенных лидеров Абдуллахи предпринял неудачную попытку свержения режима Сиада Барре. В ответ были проведены масштабные акции возмездия, в ходе которых многие представители клана Абдуллахи были убиты или депортированы. Сам Абдуллахи вынужден был бежать в Кению (по другим данным — в Эфиопию), откуда он руководил Демократическим фронтом спасения Сомали против режима Барре. Из-за притязаний Эфиопии на сомалийские территории у союзников возникли разногласия, и в 1985 году в Аддис-Абебе Абдуллахи был заключён в тюрьму. Он вышел на свободу после падения просоветского правительства Эфиопии в 1991 году и вновь стал пользоваться поддержкой эфиопских властей.
В 1991 году режим Барре пал, и Сомали погрузилась в гражданскую войну. В 1990-е годы Абдуллахи вернулся в свой родной сомалийский регион Пунтленд, где стал наиболее влиятельным лидером.

### Президент Пунтленда
В 1998 году Абдуллахи провозгласил Пунтленд автономным государством. Он учредил пост президента и Совет старейшин — руководящий орган наподобие парламента. 23 июля 1998 года старейшины Пунтленда выбрали Абдуллахи президентом на трёхлетний срок. В самопровозглашённом государстве был установлен авторитарный режим: деятельность политических партий была запрещена, а многие оппоненты Абдуллахи подверглись репрессиям. Абдуллахи вошёл в проэфиопскую коалицию военачальников, которая в 2000 году выступила против создания переходного национального правительства Сомали и помешала восстановлению порядка в стране.
В 2001 году новым президентом Пунтленда был избран другой местный лидер, Джама Али Джама, но Абдуллахи отказался признать новое руководство, мотивируя такое решение необходимостью борьбы против терроризма. В 2002 году он вернулся к власти — как утверждают некоторые источники, благодаря поддержке со стороны Эфиопии.

### Президент Сомали
10 октября 2004 года на заседании переходного парламента Сомали, проходившем в Найроби, Абдуллахи Юсуф Ахмед был избран президентом Сомали в переходном правительстве вместо Абдулкасима Салад Хасана. Ему предстояло руководить переходной администрацией страны в течение 5 лет. В своей инаугурационной речи он призвал всех своих оппонентов к примирению и обоюдному прощению. Себя он назвал «человеком мира». Ко времени вступления Абдуллахи на президентский пост, после 13 лет гражданской войны, Сомали находилась в плачевном состоянии. По оценкам ООН, для восстановления страны требовались многие миллиарды долларов. Инаугурация Абдуллахи проходила не в Сомали, а в столице Кении Найроби, где ранее шёл процесс мирного урегулирования сомалийского кризиса.
Насилие в стране не прекратилось, и в сентябре 2006 года боевики Союза исламских судов совершили на Абдуллахи покушение. Начинённый взрывчаткой автомобиль врезался в кортеж Абдуллы, он уцелел, однако его брат и несколько телохранителей погибли. К тому времени боевики-исламисты контролировали значительную часть страны. В декабре 2006 года в ситуацию открыто вмешалась Эфиопия, поддерживающая временное правительство Абдуллы. С 24 декабря 2006 года эфиопские силы наносили воздушные удары по регионам, подконтрольным Союзу исламских судов. К началу 2007 года совместными усилиями правительственных войск Сомали и эфиопских сил исламисты лишились большинства своих позиций, и администрация Абдуллахи установила контроль над столицей страны — Могадишо. 8 января 2007 года в конфликт вмешались США: с одобрения Абдуллахи они нанесли удары по предполагаемым позициям боевиков, связанных с «Аль-Каидой», на юге Сомали. Новые удары были нанесены 10 января.
Победа над Союзом исламских судов не привела к перелому в ходе гражданской войны, повергнув страну в ещё больший хаос: место Совета исламских судов заняли небольшие вооруженные формирования исламистов, которые с успехом отражали атаки правительственных и эфиопских войск. 29 марта 2008 года исламисты атаковали резиденцию Абдуллахи: погибло 6 мирных жителей, однако сам президент не пострадал. В прибрежных водах Сомали активизировалась деятельность сомалийских пиратов: своего пика она достигла осенью 2008 года, когда ими было захвачено украинское судно «Фаина», на борту которого перевозились танки, гранатометы и зенитные установки. Тогда США, Россия и некоторые страны Европейского союза отправили в этот район свои военные корабли для того, чтобы обеспечивать безопасность проходящих судов.
Два года боевых действий в Сомали унесли жизни более 16 тысяч человек среди мирного населения и прекратились только в ноябре 2008 года после того, как переходная администрация достигла временной договоренности с умеренными исламистами в обмен на обещание включить их в новый парламент страны. Однако после того как Абдуллахи Юсуф Ахмед отправил в отставку премьер-министра страны Нур Хасан Хусейна, обвинив его в коррупции, неэффективном управлении страной и измене, исламисты заявили о том, что прерывают переговоры с временным правительством. Это решение также вызвало недовольство со стороны парламента Сомали, который инициировал процедуру импичмента Абдуллахи.
29 декабря 2008 года Абдулла сообщил о своей отставке на специальном заседании парламента страны, заявив, что не справился с обещанием вернуть в страну мир, стабильность и демократию. По мнению экспертов, решение об отставке могло быть принято Абдуллой под давлением США.

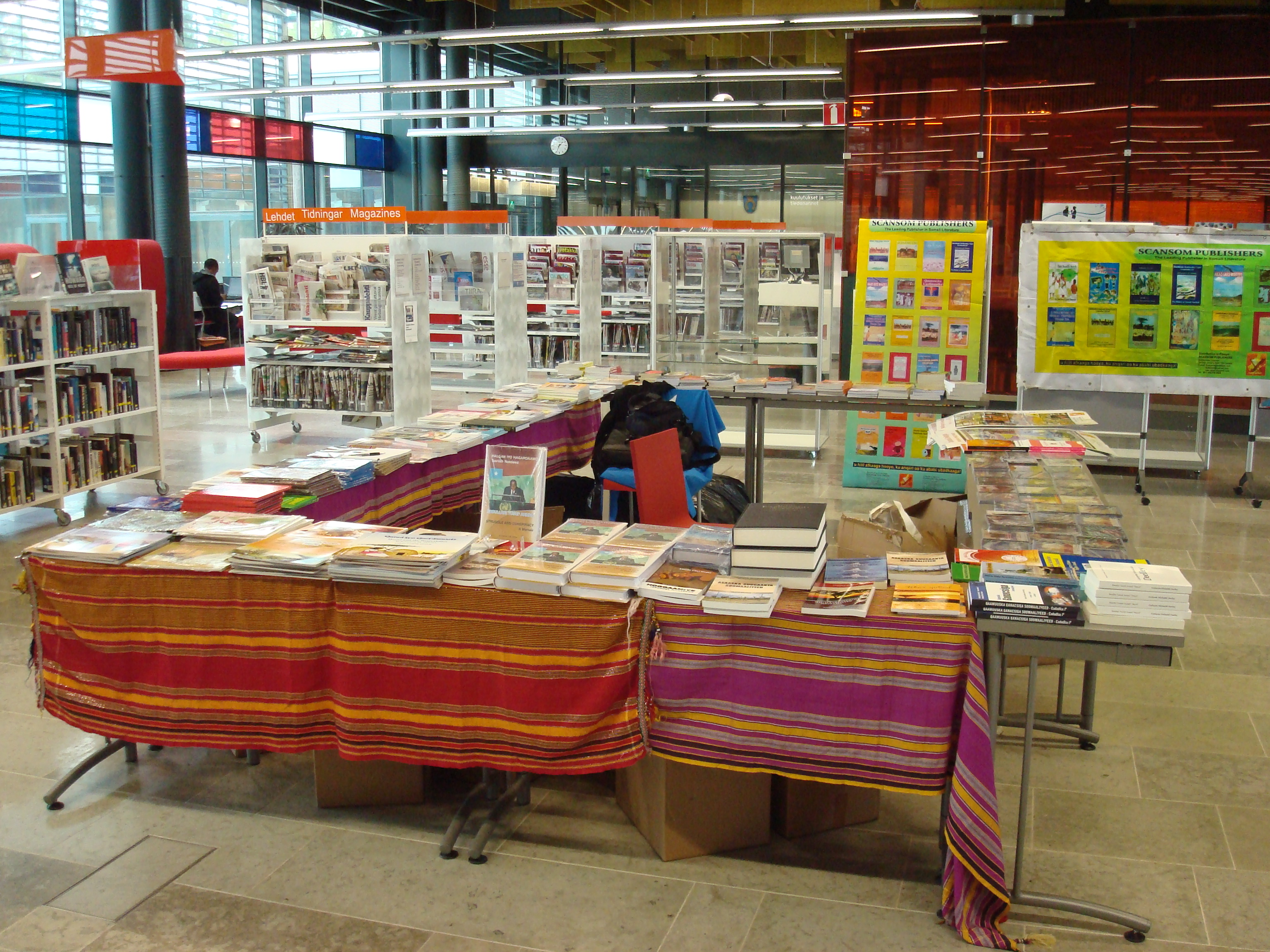
Копии автобиографии Абдуллахи Юсуфа Ахмеда «Борьба и заговор: мемуары» и других книг, представленных на Ярмарке сомалийской культуры 2012 года в Хельсинки

### После отставки
Первоначально сообщалось, что после ухода из политики Ахмед вылетел из Байдабо обратно в свой родной Пунтленд. Затем стало известно, что 20 января 2009 года он прибыл в Сану, столицу Йемена, вместе с женой, 17 членами семьи и охраной. 21 января телеканал «Аль-Арабия» сообщил, что Ахмеду было предоставлено политическое убежище в Йемене, где он проживал.
В 2011 году выпустил свои мемуары под названием «Борьба и заговор: мемуары» (сомал. Halgan iyo Hagardaamo: Taariikh Nololeed). Он начал рекламный тур книги в Европе в конце 2011 года и в начале 2012 года.

### Смерть
Скончался от пневмонии 23 марта 2012 года в одной из больниц Абу-Даби.

## Личная жизнь
Абдуллахи Юсуф Ахмед был женат на Хаве Абди Саматар. У пары было два сына и две дочери, а также шесть внуков. В 1990-е годы он перенёс трансплантацию печени.